# Очиенг, Эдитар Адхиамбо
Эдитар Адхиамбо Очиенг (англ. Editar Adhiambo Ochieng; род. в 1989 году) — кенийская активистка, феминистка, защитница прав женщин. Помогает тем, кто пережил сексуальное насилие.

## Биография
Эдитар Адхиамбо Очиенг родилась и выросла в Кибера, трущобах столицы Кении Найроби. В шесть лет её изнасиловали в первый раз, а в 16 лет она подверглась групповому изнасилованию. Насильники после своего преступления хвастались содеянным. Она указывает этот факт как пример сексуального насилия в отношении женщин, а также говорит, что это движущая сила её активности.
В 2017 году Эдитар Очиенг основала Центр феминисток за мир, права человека и справедливость в Кибере. Она интерсекциональная феминистка и её цель создание общества, в котором обеспечивается полноценное развитие и безопасность, существует доступ к равным правам, справедливость и самореализация молодых женщин. Её центр нацелен на формирование лидерских качеств среди молодых женщин, служа платформой для организации и взаимодействия нескольких поколений женщин.
Эдитар также занимается обеспечением уязвимых женщин предметами личной гигиены в соответствии с резолюцией 1325 Совета Безопасности Организации Объединённых Наций. Она рассказывает женщинам о их конституционных правах.
Она является организатором набора в Peace Brigades International, сотрудничая с другими правозащитницами Найроби. 
7 июля 2020 года она была, среди более чем 56 человек, арестована во время марша против жестокости полиции.
Во время пандемии COVID-19 она координировала доставку от двери к двери продуктов питания и многоразовых масок жертвам сексуального насилия и уязвимым женщин в обществе, а также предоставляла местным жителям информацию о пандемии. Эдитар участвовала в дискуссии о правах женщин в Совете по правам человека ООН, на тему COVID-19 и права женщин.
В 2019 году принимала участие в выборах от партии Уквели в парламент от избирательного округа Кибера, но во втором туре выборов 7 ноября 2019 года набрала всего 59 голосов из 41 984 избирателей.

## Награды
В 2020 году выиграла премию от фонда Маатаи Вангари за общественную работу в Кибера во время пандемии COVID-19, став первым обладателем этой награды.